# HD 166066
HD 166066 är en ensam stjärna belägen i den mellersta delen av stjärnbilden Kikaren. Den har en skenbar magnitud av ca 8,11 och kräver åtminstone en stark handkikare eller ett mindre teleskop för att kunna observeras. Baserat på parallaxmätning inom Hipparcosuppdraget på ca 15,7 mas, beräknas den befinna sig på ett avstånd på ca 208 ljusår (ca 64 parsek) från solen. Den rör sig bort från solen med en heliocentrisk radialhastighet på ca 3 km/s.

## Egenskaper
HD 166066 är en gul till vit stjärna i huvudserien av spektralklass G0 V. Dess sluttillstånd kommer sannolikt att vara en kol-syre-stjärna som vit dvärg.  Den har en massa ungefär lika med en solmassa, en radie ungefär lika med en solradie och har omkring dubbla solens utstrålning av energi från dess fotosfär vid en effektiv temperatur av ca 5 900 K.